# Ron Jones (nauczyciel)
Ron Jones (ur. 1941) – amerykański pisarz, a wcześniej nauczyciel w Palo Alto w Kalifornii, znany na całym świecie, z adaptacji eksperymentu Trzecia Fala, który przeprowadził on w swojej szkole. Na jego podstawie w 1981 powstał film The Wave i  inne prace w tym film teatralny z 2008 roku. Jego książki The Acorn People i B-Ball, doczekały się ekranizacji. Jones mieszka obecnie w San Francisco, w Kalifornii, gdzie regularnie występuje jako gawędziarz.

## Życie i praca
Jones wychowywał się w San Francisco w dzielnicy Sunset District.
W kwietniu 1967 roku, kiedy pracował on, jako nauczyciel historii w Cubberley High School w Palo Alto, wraz ze swoimi piętnastoletnimi uczniami stworzył projekt, który rozwinął się w faszystowskie ugrupowanie. Ron Jones planował, aby były to tylko tygodniowe ćwiczenia mające pokazać uczniom, jak łatwo można ich wprowadzić w błąd, aby zachowywali się jak faszyści. Uczniowie mieli wprowadzane specjalne hasło, salut, a nawet "tajną policję". Eksperyment musiał zostać zakończony po skargach rodziców i nauczycieli. Jones zorganizował "wiec", na który przyjść mieli wszyscy członkowie ugrupowania i wyjawił im prawdę.
Jones twierdzi, że dwa lata po eksperymencie szkoła odmówiła mu dalszego zatrudnienia, z powodu działań antywojennych. Spotkało się to z dużymi protestami uczniów.
Ostatnie 30 lat Jones spędził pracując z ludźmi umysłowo chorymi, w międzyczasie pisząc książki. Mieszka on ze swoją żoną w San Francisco.

## Trzecia Fala
1967 – Trzecia Fala, eksperyment klasowy Rona Jonesa, który stworzył  dla klasy, której uczył historii w Cubberley High School w Palo Alto. Eksperyment miał na celu zbadanie, jak to się stało, że  naród niemiecki  pozwolił na powstanie faszyzmu w ramach narodowego socjalizmu i twierdził, że nie wie, jakie okrucieństwa popełniają. Jones nazwał eksperyment „Falą”, która symulowała sposób tworzenia ruchu mającego na celu wyeliminowanie demokracji, nawet w wolnym społeczeństwie.
1976 – „Take as Directed”, relacja z eksperymentu Rona Jonesa została opublikowana w Whole Earth Review. W książce No Substitution for Madness z 1981 r. Nadano jej tytuł „The Third Wave”.
1981 – The Wave, film telewizyjny wyprodukowany przez T.A.T. Communications, z udziałem Bruce'a Davisona.
1981 – The Wave, The Classroom Experiment That Went Too Far, nowelizacja filmu telewizyjnego Todda Strassera (pierwotnie opublikowana pod pseudonimem Morton Rhue).
2008 – Die Welle (The Wave), niemiecki film w reżyserii Dennisa Gansela.
2010 – The Wave, musical Rona Jonesa w reżyserii Cliffa Mayotte.
2011 – Plan lekcji film dokumentalny Philipa Neela z udziałem Jonesa. Neel był członkiem klasy trzeciej fali. Film zdobył wiele nagród.
2011 – The Third Wave: A Full Length Play, scenariusz Ron Jones i Joseph Robinette.

## Nagrody
- Christian Book of the Year za The Acorn People
- Nominacja Pulitzera za Kids Called Crazy

- 1985 American Book Award za Say Ray